# Pingo

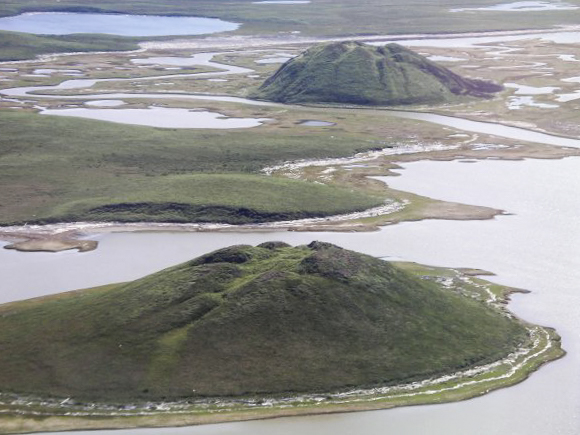
Pingo lângă Tuktoyaktuk, Teritoriile de Nord-Vest, Canada

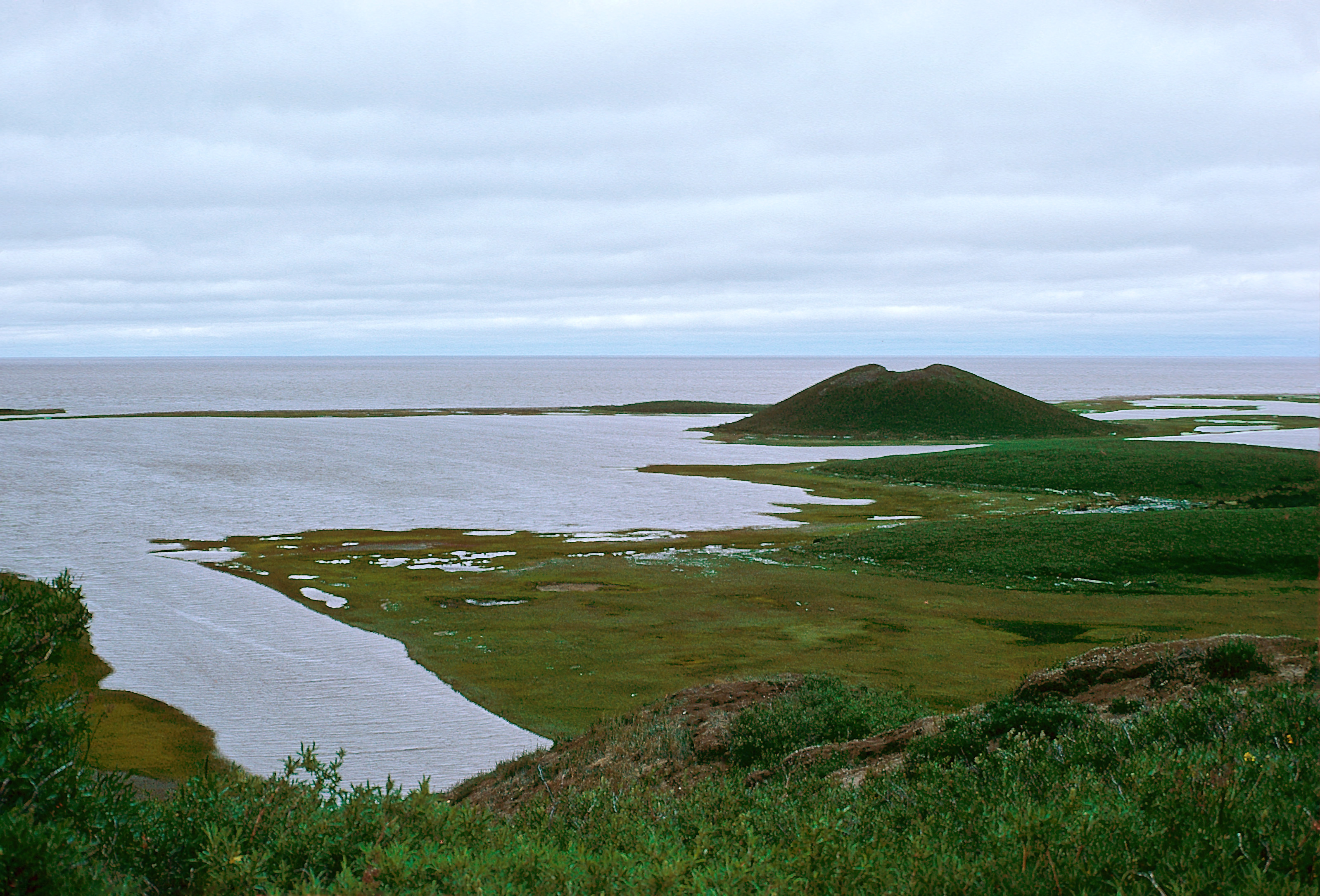
Vedere din vârful unui pingo la un alt pingo. În fundal Oceanul Arctic. Tuktoyaktuk, iulie 1975

Un pingo sau hidrolacolit (Inuktitut - deal, femeie gravidă) este o movilă de pământ formată în permafrost. În interiorul movilei se află un nucleu de gheață, format prin înghețarea apei arteziene sau a celei infiltrate de la suprafață si acumulate deasupra unui strat impermeabil. Pingo au o formă circulară sau ovală și pot atinge un diametru de până la 600 m și o înălțime de până la 60 m. Deasupra nucleului de gheață este un strat de pământ acoperit cu vegetație. Ocazional, însă, diametrul poate fi și considerabil mai mare, precum în cazul Ibyuk Pingo, cel mai mare pingo din Canada, care are un diametru de aproximativ 1000 m la bază. Când nucleul de gheață se topește, pingo se prăbușește și se formează o depresiune în sol, desemnată drept un pingo fosil.